# Uzuki
L'Uzuki (如月? lett. "Luna bassa"), sino al 1º agosto 1928 denominato 25-Gō kuchikukan (第25駆逐艦? lett. "cacciatorpediniere Numero 25"), è stato un cacciatorpediniere della Marina imperiale giapponese, quinta unità appartenente alla classe Mutsuki. Fu varato nell'ottobre 1925 dal cantiere navale gestito dalla Ishikawajima a Tokyo.
Appartenente alla 23ª Divisione, nei primi mesi di guerra contribuì alla difesa delle molteplici operazioni anfibie nel Pacifico centrale e sud-occidentale, partecipando marginalmente anche alla battaglia del Mar dei Coralli (4-8 maggio 1942); trasformato nella seconda metà dell'anno in trasporto rapido, rimase gravemente danneggiato al largo di Rabaul a causa di una collisione e per gran parte del 1943 fu sotto riparazione. A partire dalla fine di ottobre rientrò in azione e partecipò a numerose missioni di trasporto truppe nelle isole Salomone settentrionali, verso la grande base aeronavale Truk, le isole Palau, la Nuova Britannia: sopravvisse anche alla battaglia di Capo San Giorgio (24-25 novembre 1943) e diversi attacchi aerei. Con l'arretramento del perimetro difensivo giapponese e il peggiorare delle sorti del conflitto per l'Impero nipponico, operò sempre più spesso sulle rotte che univano i porti giapponesi a Singapore, Manila e le Filippine ricoprendo funzioni di scorta. Verso la fine del 1944, dopo una revisione in patria, si portò nella capitale filippina e all'inizio di dicembre fu assegnato con numerose altre unità all'operazione TA, l'invio massiccio e scaglionato di rinforzi a Leyte: nella notte del 12, fermo dinanzi alla costa occidentale, fu vittima di due motosiluranti statunitensi: saltò in aria con gran parte dell'equipaggio e affondò subito.

## Servizio operativo

### Costruzione
Il cacciatorpediniere Uzuki fu ordinato nell'anno fiscale edito dal governo nipponico nel 1923, inizialmente indicato come "cacciatorpediniere Numero 25" (25-Gō kuchikukan in lingua giapponese). La sua chiglia fu impostata nel cantiere navale di proprietà della Ishikawajima, a Tokyo, l'11 gennaio 1924 e il varo avvenne il 15 ottobre 1925; fu completato il 14 settembre 1926 e il 1º agosto 1928 assunse il suo nome definitivo, avendo la Marina imperiale abbandonato alla data il sistema di nomenclatura del naviglio leggero con soli numeri. Assieme ai cacciatorpediniere Kikuzuki (nave ammiraglia) e Yuzuki formò la 23ª Divisione che, negli anni trenta, passò sotto il controllo della 2ª Divisione portaerei dipendente a sua volta dalla 1ª Flotta.

### 1941-1942
Il 23 novembre 1941 l'Uzuki, allora al comando del capitano di corvetta Masao Nishimura, scortò con il resto della divisione d'appartenenza un convoglio carico di truppe da Sakaide all'isola di Hahajima (Ogasawara) raggiunta il 27. Il 4 dicembre l'Uzuki e le unità gregarie salparono e l'8 coprirono il facile sbarco sull'isola statunitense di Guam; subito dopo intrapresero un servizio di pattugliamento antisommergibile nelle acque della zona. Fermatasi poi all'inizio del 1942 a Saipan, il 10 gennaio la divisione salpò alla volta dell'importante base atollina di Truk, toccata due giorni dopo, e il 23 partecipò all'incontrastata occupazione di Kavieng, sulla punta nord-orientale della Nuova Irlanda. L'Uzuki fu quindi distaccato con i cacciatorpediniere gemelli a Rabaul (trasformata dai giapponesi in una munita base avanzata) attorno alla quale espletò servizio di vigilanza e scorta. Il 9 febbraio fu presente con le altre due unità all'approdo in forze a Gasmata, località sulla costa meridionale della Nuova Britannia, quindi passò a Kavieng e il 20 salpò con destinazione Truk, raggiunta il 23. Dal 2 marzo l'Uzuki fu continuamente impegnato nella difesa ravvicinata della 6ª Divisione incrociatori del contrammiraglio Aritomo Gotō, il quale formò con le proprie navi una squadra di protezione all'occupazione delle isole Salomone settentrionali, di Lae e Salamaua in Nuova Guinea e delle indifese isole dell'Ammiragliato: questo lungo ciclo operativo si concluse il 10 aprile con il pieno successo giapponese. Quel giorno stesso l'Uzuki e i gregari furono riassegnati alla 6ª Squadriglia della 4ª Flotta, responsabile per lo scacchiere del Pacifico centrale e sud-occidentale. Dal 5 al 7 maggio fu di scorta a una petroliera ferma alle isole Shortland nel quadro della più ampia operazione Mo e, una volta terminata la battaglia del Mar dei Coralli, fu distaccato alla forza d'occupazione delle isole di Nauru e Ocean, comunque ritirata il 15 maggio dal comando della 4ª Flotta dopo l'individuazione di un'importante forza navale statunitense. Rientrato a Truk, il 21 salpò e, dopo una tappa all'isola di Saipan, toccò il 28 Sasebo: qui rimase per tre settimane in revisione mentre l'equipaggio era informato che la 23ª Divisione era stata sciolta e che l'Uzuki era passato alla 30ª (già riunente il Mutsuki, lo Yayoi e il Mochizuki). Il 19 l'Uzuki tornò operativo e si portò entro il 25 a Truk, da dove salpò il 26 di scorta a una serie di piccoli convogli che recavano reparti da costruzione a Guadalcanal; dal 6 luglio attese al pattugliamento e al servizio di scorta nelle acque di Rabaul, interrotto il 21 luglio per formare parte della squadra d'invasione per Buna e Gona sulla costa nord-orientale della Nuova Guinea. Il giorno successivo fu però mitragliato ripetutamente da velivoli alleati mentre si trovava alla fonda e ci furono sedici vittime tra l'equipaggio.

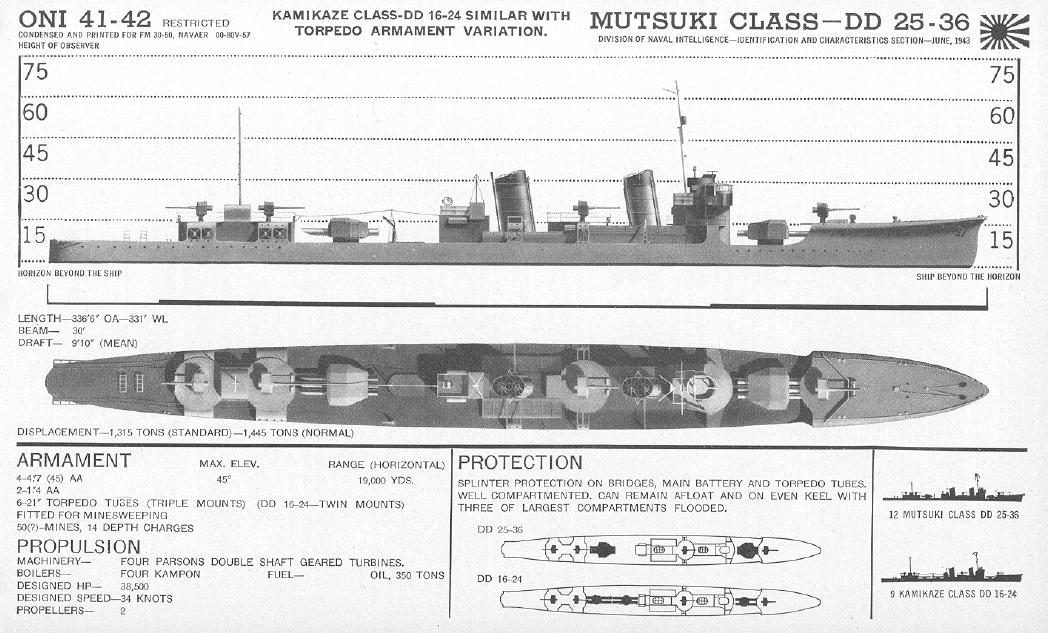
Pianta e profilo della classe Mutsuki, editi dall'Office of Naval Intelligence della marina statunitense; in basso a destra si nota anche la comparazione con la classe Kamikaze

L'Uzuki riguadagnò Rabaul e il 6 salpò nuovamente alla volta di Buna per proteggere un trasferimento di truppe: l'operazione fu però annullata il giorno dopo a causa degli sbarchi statunitensi a Guadalcanal. Dopo aver soccorso l'11 agosto i naufraghi rimasti ancora in mare dell'incrociatore pesante Kako silurato, dal 12 al 15 coprì una riuscita missione di trasporto truppe a Buna. Il 24 agosto salpò da Rabaul, percorse a tutta forza la distanza che lo separava da Guadalcanal e vi depositò (presso il villaggio di Kokumbona a ovest della testa di ponte americana) un carico di cibo e munizioni; il giorno successivo, durante il rientro, recuperò alcuni aviatori che, visto l'affondamento della portaerei leggera Ryujo cui appartenevano, avevano dovuto ammarare. Sfuggì quindi con danni superficiali all'attacco di alcuni bombardieri Boeing B-17 Flying Fortress e a sera entrò nella rada di Rabaul; fu subito aggregato alla scorta di un convoglio in partenza per Truk, dove giunse il 3 settembre e da lì proseguì alla volta di Saipan e infine Sasebo, toccata il 14. A questo stadio della guerra la classe Mutsuki era ormai di modesto valore in battaglia e, dunque, lo stato maggiore generale optò per trasformare una parte degli esemplari in trasporti d'attacco veloci, tra i quali fu incluso anche l'Uzuki. Due cannoni da 120 mm, le mine e gli apparecchi di dragaggio furono rimossi per fare spazio a due installazioni triple e una binata di cannoni contraerei Type 96 da 25 mm L/60, oltre a due ulteriori lanciatori di bombe di profondità, il cui numero crebbe a trentasei; infine furono aggiunti alloggi per il personale da imbarcare e furono ricavati spazi per uno stivaggio ottimale dei carichi. Il dislocamento a vuoto crebbe a 1615 tonnellate, a pieno carico a 1944 tonnellate. Il 3 dicembre la conversione fu completata e, per il solo Uzuki, significò anche la trasformazione in rampa della poppa allo scopo di lanciare e recuperare più agevolmente chiatte motorizzate, utili nella navigazione di cabotaggio. Un paio di giorni prima, intanto, l'Uzuki era stato riassegnato agli ordini diretti dell'8ª Flotta subito dopo lo scioglimento della 30ª Divisione che aveva perso tutti gli altri componenti. Spostatosi a Yokosuka, l'Uzuki partì il 12 dicembre assieme alla portaerei di scorta Chuyo che arrivò a Truk il 18, quindi il giorno seguente partì carico di truppe per Rabaul; da qui, il 25, fece rotta per Munda in Nuova Georgia di scorta a una petroliera che, però, fu silurata: l'Uzuki impattò contro la petroliera colpita e riportò danni molto gravi che lo lasciarono senza energia motrice. Da Rabaul accorsero i cacciatorpediniere Ariake, Naganami, Tanikaze e Urakaze che rimorchiarono le due unità alla base.

### 1943
Il 5 gennaio 1943, mentre era ormeggiato per ricevere le prime riparazioni provvisorie, l'Uzuki fu mancato di striscio da un ordigno durante un'incursione aerea statunitense e accusò danni leggeri; ancora incapace di muoversi, fu preso al traino dal Suzukaze il 16 gennaio e dopo cinque giorni di penosa navigazione fu lasciato nella rada di Truk per ulteriori raddobbi. I lavori durarono mesi, durante i quali l'Uzuki fu assegnato alla rediviva 30ª Divisione (Minazuki, Mochizuki) il 31 marzo ed ebbe un nuovo comandante nella persona del tenente di vascello Yoshirō Watanabe il 25 maggio. Il 20 giugno riuscì a partire con mezzi propri e raggiungere Saipan, dove si unì al cacciatorpediniere Sazanami per la scorta a un dragamine sino a Nagasaki; da questa città proseguì per Sasebo, nel cui arsenale rimase fermo dal 3 luglio alla prima decade di ottobre. Durante i lavori furono rimossi i tubi lanciasiluri di poppa, aggiunti cinque cannoni Type 96 (un affusto triplo, uno binato), due mitragliatrici pesanti Type 93 da 13,2 mm su supporto individuale e rimosse le mitragliatrici Lewis da 7,7 mm. Rimesso in completa efficienza e aggiunte nuove strumentazioni sonar, l'Uzuki si fermò il 18 ottobre a Truk e il giorno successivo salpò per difendere gli incrociatori leggeri Tama e Kiso, impegnati nel trasferimento di parte della 17ª Divisione fanteria a Rabaul e da lì a Bougainville: tuttavia non li accompagnò nell'ultima tratta, bensì con il Mochizuki salpò il 23 per scaricare attrezzature nella baia Jacquinot, a sud-ovest di Rabaul. Un attacco aereo colò a picco quest'ultimo e l'Uzuki trasse in salvo i naufraghi; quindi tra il 29 e il 30, assieme al Fumizuki, recò rinforzi a Iboki e all'Isola di Garove, mentre il 31 effettuò un trasporto truppe in solitaria all'isola di Buka. Il 6 novembre formò con l'Amagiri, il Fumizuki e lo Yunagi un gruppo da sbarco che fece approdare circa 500 uomini a ovest di capo Torokina (Bougainville), dove gli statunitensi avevano creato una testa di ponte, sotto forte scorta navale. Il 21 novembre si unì ai cacciatorpediniere Amagiri, Makinami, Onami e Yugiri per sbarcare 875 effettivi a Buka ed evacuare 655 uomini (piloti, personale non combattente, feriti); la missione fu ripetuta il 24 dalla stessa formazione, che fu sorpresa nottetempo da una squadra di cacciatorpediniere statunitensi: sopravvissero solo l'Amagiri e l'Uzuki che, con lo Yunagi, completarono tre viaggi di trasporto truppe all'Isola di Garove (27 novembre, 29 novembre, 1º dicembre). Dal 3 al 18 l' Uzuki fu impegnato nella difesa ravvicinata di alcune petroliere in transito da Rabaul alle isole Palau; si fermò infine il 24 a Truk. Il 26 dicembre intraprese una missione identica sulla rotta tra Truk e le Palau, che stavano divenendo sempre più importanti nei movimenti navali giapponesi.

### 1944 e l'affondamento
L'Uzuki completò il servizio di scorta alle petroliere il 10 gennaio 1944 e cinque giorni dopo lasciò la base atollina assieme all'incrociatore leggero Nagara con al rimorchio il danneggiato Naganami. Il 25 fu raggiunta Tokuyama e l'Uzuki si ormeggiò a Sasebo per una revisione completa che durò circa un mese; l'arsenale ne approfittò per aggiungere allo scafo due pezzi Type 96 da 25 mm singoli. L'Uzuki salpò dunque per la Corea e all'inizio di marzo si fermò a Pusan per accogliere a bordo fanteria: partì il 3 marzo, fece una tappa a Yokosuka e quindi fece rotta su Saipan, raggiunta il 19. Nel corso del viaggio ebbe modo di portare aiuto all'incrociatore leggero Tatsuta, silurato da un sommergibile, e di collaborare con il Nowaki al salvataggio dei naufraghi. Il 20 l'Uzuki ripartì da Saipan aggregato alla scorta di un convoglio che il 24 raggiunse indenne Truk, che i comandi nipponici cercavano di ricostituire dopo il devastante attacco del 16 e 17 febbraio. Dopo aver sostituito una delle eliche, piegata, l'Uzuki prese al rotta di casa in difesa di un convoglio passante per Saipan e arrivò il 10 aprile a Yokosuka. Dopo un breve riposo fu impegnato, dal 15 aprile al 6 maggio, nell'accompagnare piccoli convogli che recavano freneticamente rinforzi a Guam, Saipan e alle Palau, prima linea difensiva della decadente Sfera di co-prosperità della Grande Asia orientale: fermatosi nell'arcipelago, dal 7 al 30 maggio operò da qui nella scorta a cargo e trasporti diretti a Saipan, Truk e all'Isola Yap nelle isole Caroline occidentali. Spostatosi nelle Filippine, fu aggregato a inizio giugno al secondo gruppo di rifornimento appartenente alla 1ª Flotta mobileche il 19-20 giugno combatté la grande battaglia del Mare delle Filippine. Il secondo giorno di battaglia l'Uzuki sfuggì indenne al massiccio attacco aereo statunitense sulle squadre nipponiche e, a sera, affondò a cannonate una petroliera immobilizzata da un paio di bombe giunte a segno dopo aver rimosso l'equipaggio. Rientrò il 23 a Guimaras dove fece scendere i passeggeri e subito prese in carico una petroliera, scortandola sino a Kure: la destinazione fu raggiunta il 2 luglio e fino al 16 l'Uzuki rimase in manutenzione.
Non appena completato il raddobbo, l'Uzuki intraprese una lunga missione (sino al 21 agosto) di protezione a convogli che, da Kure, facevano rotta per Singapore con tappa intermedia a Manila e quindi tornavano al punto di partenza. Proprio all'inizio di tale operazione la 3ª Squadriglia fu disciolta e la 30ª Divisione fu dunque posta alle dipendenze della 31ª Squadriglia di scorta, rispondente alla Flotta Combinata. Dal 21 agosto al 5 settembre lo Uzuki fu sottoposto a un altro ciclo di revisione, fu dotato di un radar Type 13 e di altri quattro cannoni Type 96 singoli; si spostò poi a Moji e da qui salpò il 9 con la scorta del convoglio HI-75 che arrivò in salvo a Singapore. Ripartì immediatamente con la nave appoggio idrovolanti Akitsushima e lo Yuzuki, fermandosi il 19 settembre a Manila. L'Uzuki comunque rientrò in Giappone e a Sasebo fu per l'ennesima volta sottoposto a manutenzione, conclusa il 15 ottobre. Due settimane più tardi la 30ª Divisione prese il mare di scorta all'incrociatore leggero Kiso e alla portaerei Junyo, conducendoli senza incidenti a Manila il 10 novembre dopo una lunga deviazione a Brunei; l'11 ripartì con la Junyo e il danneggiato incrociatore pesante Tone per il ritorno a Kure, raggiunta il 17. Messo a punto il radar difettoso l'Uzuki, passato il 20 novembre con il resto del 31ª Squadriglia alla 5ª Flotta, salpò il 23 sempre con la Junyo alla volta di Manila che fu toccata una settimana più tardi. Qui i due vecchi cacciatorpediniere furono aggregati alla nona e ultima sortita dell'operazione TA, l'invio scaglionato di convogli eterogenei a Leyte per alimentare la disperata resistenza della 35ª Armata. Il 10 dicembre partì dalla baia di Manila con un paio di trasporti, naviglio ausiliare e il gemello Yuzuki, ma invece di dirigere sulla protetta baia di Ormoc (peraltro sotto attacco da terra), l'Uzuki fu dirottato a Palompon più a ovest: ebbe l'incarico di sbarcare lì i rifornimenti e di prendere a bordo parte dei naufraghi del convoglio fase TA 3. Arrivato in un punto sito 50 miglia a nord-est di Cebu e non lontano dalla riva (11°03′N 124°23′E), l'Uzuki si ormeggiò e iniziò le operazioni anfibie, quando alle 01:00 circa del 12 dicembre fu scosso da due violente esplosioni sul lato di sinistra; si trattava dei siluri lanciati dalle motosiluranti PT-490 e PT-492, avvicinatesi furtivamente. L'Uzuki era stato centrato in corrispondenza della torre di comando e della sala macchine: saltò in aria quasi subito e affondò repentinamente con 170 morti, incluso il comandante Watanabe e una parte dello stato maggiore della 2ª Squadriglia cacciatorpediniere, appena recuperato. Furono tratti in salvo solo cinquantanove superstiti.
Il 10 gennaio 1945 la Marina imperiale giapponese ne rimosse il nome dai registri del naviglio in servizio.